# 扎魯賓齊 (皮德沃洛奇西克區)
49°23′18″N 25°58′53″E / 49.38833°N 25.98139°E
扎魯賓齊（烏克蘭語：Зарубинці）是位於烏克蘭西部特諾皮爾州裏特諾皮爾區的村莊，始建於1747年，面積1.9平方公里，2001年人口519，人口密度每平方公里271.7人。